# Texas Cyclone
Texas Cyclone è un film del 1932 diretto da D. Ross Lederman.
È un film western statunitense con Tim McCoy, Shirley Grey e Wheeler Oakman.

## Produzione
Il film, diretto da D. Ross Lederman su una sceneggiatura di Randall Faye con il soggetto di William Colt MacDonald, fu prodotto da Irving Briskin per la Columbia Pictures Corporation e girato a Santa Clarita e nell'Iverson Ranch a Los Angeles in California

## Distribuzione
Il film fu distribuito negli Stati Uniti dal 24 febbraio 1932 al cinema dalla Columbia Pictures Corporation.
Alcune delle uscite internazionali sono state:
- in Argentina il 25 agosto 1932 (El ciclón tejano)
- nel Regno Unito nel dicembre del 1932
- in Brasile (Cavaleiro do Texas)
- in Grecia (Kyklon tou Texas)

## Remake
Ne sono stati prodotti tre remake:
- The Mysterious Avenger (1936)
- One Man Justice (1937)
- The Stranger from Texas (1939)